# Trish Van Devere
Trish Van Devere (Tenafly, 9 maart 1941) is een voormalige Amerikaanse actrice. Ze werd genomineerd voor een Golden Globe Award voor de film One Is a Lonely Number (1972) en won een Genie Award voor de film The Changeling (1980). Ze is de weduwe van acteur George C. Scott, met wie ze in meerdere films speelde.

## Biografie
Van Devere werd geboren op 9 maart 1941 (sommige bronnen spreken van 1945) als Patricia Louise Dressel in Tenafly (New Jersey). Haar vader was eigenaar van een Pontiac-garage en een makelaarskantoor, dat werd geërfd door haar moeder na de dood van haar vader toen Van Devere negen jaar oud was.
Nadat ze school liep op de Tenafly High School studeerde ze in 1958 af aan de Northern Valley High School. Vervolgens ging ze naar de Ohio Wesleyan University, waar ze medestudent Grant Van Devere ontmoette en trouwde. Het huwelijk duurde slechts acht maanden, maar ze behield wel Van Devere als haar artiestennaam. In 1966 verhuisde Van Devere naar New York en begon ze aan een carrière als actrice, waarbij ze studeerde aan de Actors Studio.
Van Devere trouwde met acteur George C. Scott in september 1972 in Santa Monica (Californië), nadat ze samen acteerden in de film The Last Run (1971). Ze bleef getrouwd met Scott tot zijn dood in 1999.

## Carrière
Van Devere richtte in 1966 samen met Scott Cunningham, een Afro-Amerikaanse collega-acteur, het Free Southern Theater op en voerde toneelstukken op in velden en kerken in de Zuidelijke Verenigde Staten voor arme Afro-Amerikanen die nog nooit eerder live theater hadden gezien. Twee jaar later richtten Van Devere en Cunningham een apart theatergezelschap op, het Poor People's Theater in New York, met het hoofdkantoor in de kelder van de Riverside Church in Manhattan, dat soortgelijke theaterproducties hield in kerken, scholen en straten.
Van Devere kende haar doorbraak toen ze de originele Meredith Lord speelde in de soapserie One Life to Live in 1968. Haar inkomen gebruikte ze grotendeels om de Poor People's Theater Company in stand te houden. In 1970 speelde ze samen met George Segal en Ruth Gordon in de komedie Where's Poppa? Ze werd vervolgens opgemerkt voor haar hoofdrol in de film One Is a Lonely Number (1972), waarvoor ze werd genomineerd voor een Golden Globe Award.
Na haar huwelijk met acteur George C. Scott in 1972 verscheen ze samen met hem in een aantal films, waaronder The Day of the Dolphin (1973), The Savage Is Loose (1974), de televisiefilm Beauty and the Beast (1976), Movie Movie (1978) en de bovennatuurlijke horrorfilm The Changeling (1980). Eveneens in 1980 speelde Van Devere een hoofdrol in de horrorfilm The Hearse.
Van Devere was tot 1994 regelmatig te zien op televisie en in films. Ze verscheen in televisieprogramma's zoals Love Story, The Fall Guy, Hardcastle and McCormick, Highway to Heaven en The Love Boat. Ze speelde samen met Peter Falk in een aflevering uit 1978 van de detectiveserie Columbo getiteld "Make Me a Perfect Murder", waarin ze een tv-producent speelde die haar ex-geliefde vermoordde. Ze verscheen ook in de Charles Bronson-film Messenger of Death (1988).

## Prijzen en nominaties
- 1971: Laurel Awards, nominatie in de categorie "Star of Tomorrow, Female" voor Where's Poppa?
- 1973: Golden Globes, nominatie in de categorie "Best Actress in a Motion Picture - Drama" voor One Is a Lonely Number
- 1980: Genie Awards, winnaar in de categorie "Best Performance by a Foreign Actress" voor The Changeling